# Vjačeslav Krotov
Vjačeslav Aleksandrovič Krotov (in russo Вячеслав Александрович Кротов?; Astrachan', 14 febbraio 1993) è un calciatore russo, attaccante del Černomorec Novorossijsk.

## Carriera
Ha giocato nella prima divisione russa.